# Estación de Lyss
La estación de Lyss es una estación ferroviaria de la comuna suiza de Lyss, en el Cantón de Berna.

## Historia y situación
La estación de Lyss fue inaugurada en el año 1864 con la puesta en servicio del tramo Zollikofen - Biel/Bienne de la línea Berna - Biel/Bienne por parte del Bernische Staatsbahn. En 1876 se puso en servicio la línea Kerzers - Lyss por Chemins de fer de la Suisse Occidentale (SO), que en 1881 fue absorbida por la Compagnie de la Suisse Occidentale et du Simplon (SOS). Bernische Staatsbahn pasaría a ser integrada en 1887 en Jura-Bern-Luzern-Bahn (JBL), fusionándose esta compañía en 1890 con la Compagnie de la Suisse Occidentale et du Simplon (SOS). La nueva compañía sería Jura-Simplon-Bahn (JS), que en 1902 pasaría a ser absorbida por los SBB-CFF-FFS.
Se encuentra ubicada en el centro del núcleo urbano de Lyss. Cuenta con tres andenes, dos centrales y uno lateral a los que acceden cinco vías pasantes, a las que hay que sumar varias vías muertas, y en el norte de la estación, un pequeño depósito con una rotonda giratoria.
En términos ferroviarios, la estación se sitúa en las líneas Berna - Biel/Bienne, Kerzers - Lyss y Lyss - Büren an der Aare. Sus dependencias ferroviarias colaterales son la estación de Suberg-Grossaffoltern hacia Berna y la estación de Busswil en dirección Biel/Bienne y Büren an der Aare; y la estación de Aarberg hacia Kerzers.

## Servicios ferroviarios
Los servicios ferroviarios de esta estación están prestados por BLS:

### Regionales
- RE Berna - Lyss - Biel/Bienne. Trenes cada media hora en ambos sentidos.
- R Lyss - Büren an der Aare. Trenes cada hora en ambos sentidos.
- R Kerzers - Lyss. Trenes cada hora en ambos sentidos. Estos trenes son prolongados fuera de horas punta hacia Berna como S 52 desde Kerzers hasta Berna.

### S-Bahn Berna
Desde la estación de Lyss se puede ir a Berna mediante la red S-Bahn Berna operada por BLS:
- S 3 Biel/Bienne - Lyss - Münchenbuchsee - Zollikofen - Berna – Belp (– Thun)
- S 31 (Biel/Bienne - Lyss -) Münchenbuchsee - Zollikofen - Berna – Belp